# Operación Triunfo (Argentina)
Operación Triunfo es un programa de talentos basado en el formato original homónimo español que pretende formar cantantes profesionales. Hasta el año 2009, se emitieron completamente cuatro ediciones. En agosto de 2012, Telefe lanzó una nueva temporada pero con un cambio en el formato: una nueva edición sólo para mujeres, con el objetivo de formar una banda pop femenina.
A partir de la edición 2012 el conductor fue Germán Paoloski a diferencia de las ediciones anteriores, donde la conducción se encontraba a cargo de Marley, quien en esta ocasión habría rechazado la misma.
Se transmite en la cadena televisiva argentina Telefe, en el que una serie de concursantes demuestran, semana tras semana, sus capacidades como cantantes en una gala en directo. Cada semana, uno de los concursantes es eliminado por la audiencia de manera telefónica. Hasta la tercera edición, los 3 finalistas del certamen tenían la posibilidad de concretar una carrera discográfica. En la cuarta edición, solamente el ganador absoluto lo pudo hacer. La quinta edición, sufrió un cambio total, siendo el primero en dónde todos los concursantes eran mujeres, esta edición recibió el título de Operación Triunfo: La Banda, donde la idea original era conseguir a la próxima banda femenina del pop que tomara la batuta que dejó Bandana años atrás.

## Ediciones
| Edición | Año       | Ganador                                                                   | 2.º Lugar                                                                              | Otros Concursantes (En orden de eliminación) | Número de Concursantes |
| ------- | --------- | ------------------------------------------------------------------------- | -------------------------------------------------------------------------------------- | --- | ---------------------- |
| 1       | 2003      | Claudio Basso                                                             | Pablo Tamagnini                                                                        | Ricardo Bugna, Victoria Niven, David Marín, Rosana Brito, Natalia Ramos, Carolina Cimalando, María Esther, Juan Pacífico, Martín Sus, María Zeballos, Luciano Pabon, Fernando Bergagno, Guadalupe Álvarez Luchia, Juliana Ruiz, Andrea Bela, Emanuel Arias                                                                             | 18                     |
| 2       | 2004-2005 | José Garcia                                                               | César Palavecino                                                                       | Laura Alba, Pablo Pizarro, Agustina Leoni, Agustina Maltese, Georgina Zaglul, Mariana Vallejos, Melisa Carazza, Bruno Ragone, Diego Frachia, Diego Lauría, Josefina Achaval, Natalia Daza, Gastón Madariaga, Evelyn Sanzo, Priscilla Omil, Franco Martínez, Lucas Boschiero, Nelson Giménez, Florencia Villagra, Federico Maldonado    | 22                     |
| 3       | 2005-2006 | Benjamin Rosales                                                          | Romina Maroso                                                                          | Bárbara Perrone, Andrés González, Ezequiel Díaz, María Eugenia de Rosa, Janet Tiraboschi, Luciano Almagro, Matías Meza, Analía Trías, Alina Marín, Damián Samudio, Matías Aranda, Adrián Ocampo, Mariela Josid, Fabiana Díaz, Florencia Lazarte, Juan Ignacio Agostini, Emilio Dufour, Mercedes Calviello, Ariel Coronel, Luba Tymchuk | 22                     |
| 4       | 2009      | Cristian Soloa                                                            | Gabriel Morales                                                                        | Maite Moreira, Ayelén Varela, Agustín Pistone, Carolina Minella, Pablo D'Amico, Eliazim Gutiérrez, Vanessa Miranda, Soledad Scalerandi, Martín Abascal, Sebastián Martingaste, María del Huerto Bulacio, Juliana Castro Barello, Juan Ignacio Silva, Ayelén Kelly Bueno, Nadia Robledo, Johana Quinteros, Agustín Argüello             | 19                     |
| 5       | 2012-2013 | Carla Dorto, Joanina Deangeli, Macarena Perez y Lula Rosenthal (F.A.N.S.) | Regina Picone, Daiana Liparoti, Sofía Buczko, Silvina Zanollo & Katrina Teves Bongalon | María Florencia Coletto, Martina Barrios, Florencia Arce, Melené Desia, Stefanía Roitman, Mariela Peralta, Milagros Ábate. Ana Carla Ramírez, Julia Dispagna, Justina Ceballos, Analía Szymczak | 20                     |